# Мукасово 1-е
Мукасово 1-е (баш. 1-се Моҡас) — деревня Мукасовского сельсовета Баймакского района Республики Башкортостан России.

## Географическое положение
Расстояние до:
- районного центра (Баймак): 49 км,
- центра сельсовета (1-е Туркменево): 15 км,
- ближайшей железнодорожной станции (Сибай): 8 км.

## Население
| 2002 | 2009 | 2010 |
| ---- | ---- | ---- |
| 122  | ↗152 | ↘114 |

Национальный состав
Согласно переписи 2002 года, преобладающая национальность — башкиры (99 %).

## Известные уроженцы
- Еникеев, Зуфар Иргалиевич (4 марта 1951 года, д. Мукасово 1-е) — юрист, доктор юридических наук, профессор, член-корреспонжент АН РБ.